# Andreas Wojdowski
Andreas Wojdowski (polnisch: Andrzej Wojdowski, * um 1565 in Chmielnik; † 1622) war ein bedeutender Vertreter des unitarischen Sozinianismus im späten 16. und frühen 17. Jahrhundert, der die unitarische Konfession auch unter Intellektuellen in Deutschland und den Niederlanden verbreitete.

## Leben und Werk
Wojdowski wuchs in einem unitarisch geprägten Umfeld auf. Sein Vater, Johannes Wojdowski, war selbst Pfarrer einer unitarischen Gemeinde in Chmielnik und später in Rakau. Mit achtzehn Jahren traf Andreas Wojdowski erstmals auf Fausto Sozzini, der ihn nachhaltig prägen sollte. Unter Vermittlung von Sozzini wurde Wojdowski zunächst Präzeptor (Hauslehrer) der einflussreichen polnischen Familie Morsztyn. Im Frühjahr 1583 übersiedelte er für ein Jahr ins ungarische Sárospatak (Patak am Bodrog). Ein Jahr später immatrikulierte er sich an der Universität Wittenberg. Hier traf er auch erstmals auf den jungen Valentin Schmalz. Nach seiner Rückkehr nach Polen wirkte Wojdowski am Gymnasium in Lubartów, bis er 1591 zum weiteren Studium nach Straßburg übersiedelte. Hier traf er erneut auf Schmalz, den er schließlich für den Unitarismus gewinnen konnte. Überliefert ist, dass beide zahlreiche Gespräche in der Straßburger Hauptkirche führten. Von 1594 an hielt sich Wojdowski in Lubin und zum Teil auf einem Gut eines unitarischen Aristokraten in Zakrzewo bei Thorn auf. In jener Zeit wandte sich Wojdowski verstärkt christologischen Themen zu und stand dabei in engem Briefwechsel mit Sozzini. 1597 schrieb er sich an der Universität Leiden ein, wo er auf Ernst Soner traf, mit dem ihn bald eine gute Freundschaft verband.
Nachdem Wojdowski im Sommer 1598 in Begleitung von Christoph Ostorodt sozinianische Literatur von Polen aus in die Niederlande transportiert hatte, wurden beide vom Magistrat Amsterdams festgehalten und letztendlich von niederländischen Parlament, den Generalstaaten in Den Haag, ausgewiesen. Ein Großteil der Bücher wurde verbrannt. Die drei reformierten Theologen Franciscus Gomarus, Franz Junius der Ältere und Lucas Trelcatius stellten im August 1598 ein Gutachten aus, dass die Bücher als blasphemisch und dem Islam nahestehend auszeichneten. Der ganze Vorfall führte dazu, dass der Unitarismus auf Jahrzehnte in den calvinistisch geprägten Niederlanden als Häresie angesehen wurde. Dennoch konnten Wojdowski und Ostorodt noch vor ihrer Abreise nach Polen wertvolle Kontakte knüpfen, insbesondere zu Hans de Ries, einem führenden Vertreter der niederländischen Mennoniten (Täufer). Der Besuch bei Hans de Ries in Alkmaar stellte den Beginn regelmäßiger Kontakte zwischen polnischen Unitariern und niederländischen Mennoniten dar. Als Ergebnis der Vorfälle in den Niederlanden beschloss eine im Juni 1600 in Lublin zusammengekommene Synode der Polnischen Brüder den Ausbau eines eigenen Bildungswesen zu forcieren, die zur Gründung der Rakauer Akademie 1602 führte. Junge polnische Unitarier sollten im Ausland in Zukunft nicht mehr der Gefahr der Verhaftung oder Verfolgung ausgesetzt werden. Wojdowski reiste in der Folge mehrmals nach Deutschland, um bekannte Intellektuelle für die unitarische Akademie in Rakau zu gewinnen. Wojdowski selbst wurde später Scholarch (Leiter) der Akademie. Seine letzten aktiven Lebensjahre wirkte er als Pfarrer der unitarischen Gemeinde im mittelpolnischen Łęczyca.